# Le Révolutionnaire

Le Révolutionnaire est un film de Jean-Pierre Lefebvre produit en 1965. 

## Synopsis
Arrivent dans une ferme une douzaine de jeunes hommes dont on devine qu’ils arrivent de la ville et qui viennent se préparer pour apprendre l’histoire du Québec et faire la révolution. Le chef du commando est troublé par une jeune femme supposée fuir son mari et découverte tout près. Il délaisse son peloton. Accidents et malentendus dans l’entraînement qui suit font que les révolutionnaires s’entre-tuent. Alors qu’un ministre du gouvernement du Canada vient le décorer en tant que héros national, le chef lui-même est tué. La mystérieuse jeune femme restant seule, elle fuit cette campagne. 

## Fiche technique
- Réalisation : Jean-Pierre Lefebvre
- Scénario : Jean-Pierre Lefebvre
- Cinématographie : Michel Régnier
- Montage : Marguerite Duparc
- Son : Roger Leclerc[1]
- Musique : Lionel Renaud (violon)
- Animation : Pierre Hébert
- Société de production : Les films Jean-Pierre Lefebvre
- Durée : 74 minutes
- Format : Noir et blanc

## Distribution
- Louis St-Pierre : Le révolutionnaire
- Louise Rasselet
- Alain Chartrand
- Robert Daudelin
- Michel Gauthier
- René Goulet
- Pierre Hébert
- Camil Houle
- Richard Lacroix
- André Leduc
- Réal Leduc
- Jacques Monette
- Michel Patenaude
- Jean-Pierre Payette
- Christian Rasselet
- Yves Robillard
- Jean-Pierre Roy
- Jean-Guy Simard
- Jacques Soublière
- André Théberge